# Александер Хећко
Александер Хећко (пољ. Aleksander Chećko; Кјелце, 28. октобар 1959) је пољски новинар и дипломата, амбасадор у Србији (2014–2016).

## Биографија
Александер Хећко дипломирао је право на Варшавском универзитету (1982. г.). Ускоро је почео са радом у дневника „Życiе Warszawy“ (Живот Варшаве), као репортер а затим и као друштвено-правни публициста. Од 1989. године, током више од десет година, писао је репортаже у недељнику „Polityka” (Политика). Наступао је такође на радију и телевизији. Био је такође уредник недељника „Prawo i życie” (Право и живот), дневника „Życiе Warszawy” и директор Првог програма Пољског радија.
У 2004. је почео да ради у Министарству спољних послова. Био је портпарол министара: Влођимјежа Ћимошевича, Адама Данијела Ротфелда, Стефана Мелера. Награђен писмом-честитком министра (2004). Током 2006. године постао је шеф Конзуларног одељења амбасаде у Београду. Након повратка, почетком 2011. године, Александер Хећко преузео је дужност директора Оперативног центра Министарства. Био је истовремено координатор за кризне ситуације министарства. У периоду од 2014. до 2016. био је амбасадор у Србији.